# Come ti vorrei/La nostra spiaggia
Come ti vorrei/La nostra spiaggia è il terzo singolo discografico della cantante italiana Iva Zanicchi, pubblicato nel 1964. Come ti vorrei è la versione italiana di Cry to Me di Solomon Burke e rappresentò il primo successo discografico della cantante. Il concepimento del disco fu travagliato, ma la pubblicazione diede successo alla cantante. Riuscì infatti a scalare la classifica dello stesso anno piazzandosi tra le prime quindici posizioni. Superò le 400.000 unità vendute; negli anni la Zanicchi ha registrato altre versioni del brano.

## Tracce
Lato A
1. Come ti vorrei (cover di Cry to Me) – 2:51 (testo: Bert Russell, Francesco Specchia – musica: Augusto Martelli)

Lato B
1. La nostra spiaggia (cover di Same Old Places) – 2:01 (testo: Glen Campbell, Dante Pieretti – musica: Augusto Martelli)

## Storia

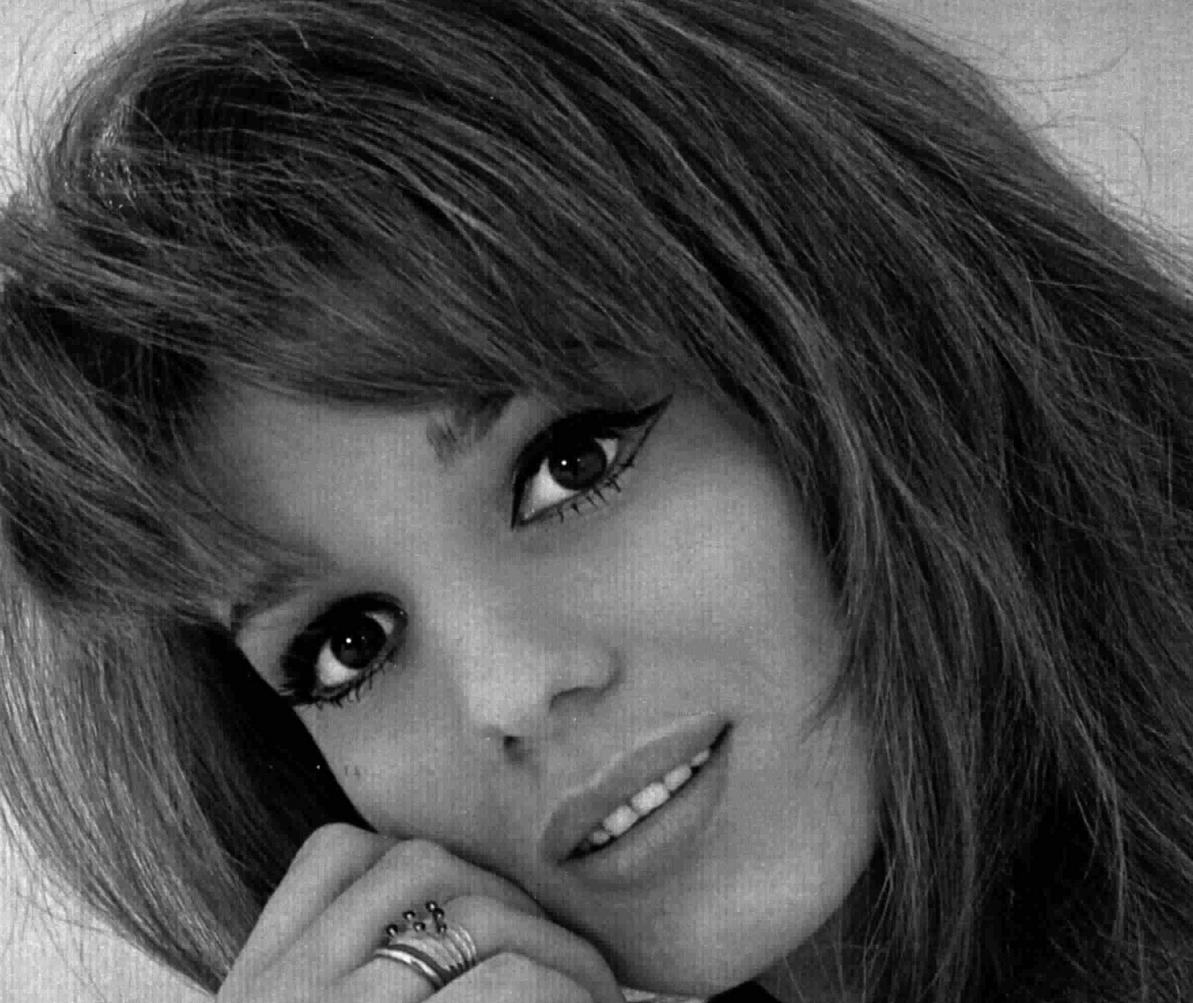
Iva Zanicchi nei primi anni 60.

Nel 1963 la Zanicchi fu notata a Castrocaro e ottenne un contratto dalla Ri-Fi, una neonata casa discografica di Milano. Nel maggio dello stesso anno incise prima il singolo Zero in amore/Come un tramonto e poi, il mese successivo, Tu Dirai/6 Ore che riscosse poco successo.
Per Iva comunque, emergere con una registrazione redditizia fu un affare lungo e complesso. Al tempo, i brani che arrivavano alla Ri-Fi toccavano direttamente a Mina, artista di punta dell'etichetta; ella vantava un vasto repertorio e godeva di grande popolarità. Ciò portava i discografici a non curarsi delle altre cantanti. L'attenzione per Mina era tale che lo stesso direttore dell'etichetta Giovanni Battista Ansoldi non poté più dedicare tempo alla cantante esordiente e quest'ultima decise, incentivata dal maestro Bruno Martelli, di provvedere da sola alla produzione di un nuovo disco.
Assieme al suo compagno di allora, Angelo, i due andarono in Galleria del Corso (all'epoca zona di edizioni musicali e case discografiche), intenti a trovare un possibile disco dal quale poter ricavare una cover di successo. Alla Sugar Music, aiutati dal maestro Roberto Livraghi, Iva ascoltò per la prima volta Cry To Me, un brano soul di Solomon Burke che venne scelto e, dopo una settimana di modifiche e prove generali, la cantante lo propose alla Ri-Fi. La situazione però subì un blocco in quanto Johnny Dorelli richiedeva lo stesso singolo per un suo album ma l'etichetta comunque le concesse ugualmente il permesso per procedere all'incisione.
Nonostante tutto, la cantante si trovò poi a fronteggiare i discografici che, dopo un primo ascolto, additavano la canzone come troppo complessa per lei. Dopo diverse insistenze, la casa discografica si convinse a procedere con il 45 giri:

In un'intervista per Radio Monte Carlo del 1971, Iva rivelò a Roberto Arnaldi: 
Il disco quindi fu inizialmente pubblicato in versione promozionale solo per i juke-box, agli inizi di aprile. Successivamente ottenne popolarità e sempre nello stesso mese furono pubblicate altre copie per negozi di dischi.

## I brani

### Come ti vorrei
Già prima di presentarla alla Ri-Fi, il testo di Cry To Me fu riscritto in italiano da parte dell'allora compagno di Iva, il quale ideò anche il titolo italiano. Francesco Specchia poco dopo eseguì delle revisioni senza comunque modificarlo. L'incisione è avvenuta ai Fonorama Studios a Milano, L'arrangiamento fu curato da Augusto Martelli e la sua orchestra, nella quale figurava anche suo figlio. Iva ha effettuato più sessioni, Carlo Alberto Rossi, proprietario degli studi, l'ha assistita durante l'incisione finale. Musicalmente parlando, il brano si discosta dall'originale sonorità soul per orientarsi verso il rhythm and blues, anche se sempre mantenuto in ambito pop. Il testo racconta di un amore perduto e del forte desiderio da parte di una ragazza, nel riavere indietro il proprio compagno. Questo alla fine, decide di tornare.
Nello stesso anno fu pubblicata la stessa cover da Betty Curtis. Nel 1965 Come ti vorrei portò alla vittoria Luciana Turina al 9º festival di Castrocaro. Loredana Bertè ha eseguito la canzone live nel 1998.
Come ti vorrei sarà inserito all'interno dell'album Iva Zanicchi, pubblicato nel novembre 1965. Oltre che in diverse compilation, Il brano è stato reinterpretato diverse volte dalla cantante. Nel 1991 fu rifatto in uno stile più concentrato per l'album Come mi vorrei. Un altro rifacimento inedito fu inserito nella compilation Le mie più belle canzoni del 2020.

### La nostra spiaggia
Come b-side del singolo ricadde la scelta su un brano di Glen Campbell, intitolato Same Old Places pubblicato nei primi anni 60. La revisione italiana fu fatta per mano di Dante Luca Pieretti che cambiò il titolo in La nostra spiaggia. Il testo narra della nostalgia provata da una ragazza nel rivedere il proprio ex-compagno visitare la loro spiaggia preferita, questa volta però con una nuova amante. La nostra spiaggia non verrà mai inserito in un album.

## Copertina
Il grafico addetto alla realizzazione della copertina concepì una bozza, ritraente la cantante appoggiata a un albero e sullo sfondo il mare, la pubblicazione finale fu diversa. Il fotografo incaricato, previde l'uscita del disco per l'estate e scelse come location Viareggio, in Versilia. Iva Zanicchi partì da Ligonchio e una volta arrivata sul luogo, la sessione fotografica durò tutto il giorno.
Il completo scelto per Iva fu confezionato dalla stilista italiana Mila Schön. Un vestito di cachemire rosa con un soprabito sfoderato dello stesso colore. La copertina mostra in primo piano la cantante, poggiata a una struttura di ferro, sullo sfondo un fiume con degli alberi.